# NGC 311
NGC 311 é uma galáxia lenticular (S0) localizada na direcção da constelação de Pisces. Possui uma declinação de +30° 16' 49" e uma ascensão recta de 0 horas, 57 minutos e 32,8 segundos.
A galáxia NGC 311 foi descoberta em 15 de Setembro de 1828 por John Herschel.